# Слизовица
Слизовица — деревня в Великоустюгском районе Вологодской области.
Входит в состав Теплогорского сельского поселения, с точки зрения административно-территориального деления — в Теплогорский сельсовет.
Расстояние по автодороге до районного центра Великого Устюга — 76 км, до центра муниципального образования Теплогорья — 6 км. Ближайшие населённые пункты — Вотчево, Ершово, Васильево.
По переписи 2002 года население — 30 человек (16 мужчин, 14 женщин). Всё население — русские.